# Fémina Sporting de Charleroi
Fémina Sporting de Charleroi is een Belgische voetbalclub uit Charleroi die werd opgericht in 2020. De club speelde tussen 2020 en 2024 in de  hoogste klasse van het Belgische vrouwenvoetbal.

## Oprichting
De club werd gesticht in 2020 onder invloed van algemeen directeur van Sporting Charleroi en Bondsvoorzitter Mehdi Bayat. 
De club kwam direct uit in de hoogste klasse, de Super League. Daar was ze pas de tweede Waalse ploeg naast Standard Luik , die reeds in 1971 opgericht werd.
 
Naast de eerste ploeg heeft Fémina Sporting de Charleroi nog een B-ploeg in competitie, met name in de Interprovinciale ACFF (tweede nationale).

## Resultaten
In het eerste seizoen 2020-21 in de competitie, eindigde het Carolo-team op de laatste plaats aan het einde van de klassieke fase en op de voorlaatste plaats tijdens de play-offs II.

Het seizoen daarop (2021-22) eindigde de club 8e in de reguliere competitie, maar laatste in de play-offs II. Toch volgde er geen degradatie.

In het derde seizoen (2022-23), eindigde de club 10e op 11 in de reguliere competitie, en voorlaatste in de play-offs II.
Na het vierde sizoen 2023/24 besliste Fémina Charleroi zich terug te trekken uit de Super League. Als redenen werden opgegeven : de hoge vereiste gesteld door de Pro League enerzijds, en de lage toeschouwersaantallen en inkomen anderzijds. Fémina Charleroi speelt volgend seizoen verder in de Interprovinciale ACFF.

### Seizoenen A-ploeg
| Seizoen | Reeks                 | Niveau | Plaats | Punten | Beker        | Opmerkingen            |
| ------- | --------------------- | ------ | ------ | ------ | ------------ | ---------------------- |
| 2020/21 | Superleague           | 1      | 10     | 6      | geannuleerd  |                        |
| 2021/22 | Superleague           | 1      | 8      | 9      | Vierde ronde |                        |
| 2022/23 | Superleague           | 1      | 10     | 9      | 1/4 Finale   |                        |
| 2023/24 | Superleague           | 1      | 8      | 10     | 1/4 Finale   | vrijwillige degradatie |
| 2024/25 | Interprovinciale ACFF | 3      | 4      | 34     | Vierde ronde |                        |
| 2025/26 | Interprovinciale ACFF | 3      |        |        |              |                        |